# 擇法
擇法，又譯為法覺意、法解覺意，佛教術語，指以智慧來對於法進行研究、分別與抉擇，是七覺支之一。

## 概論
擇法，指的是能夠了解、分別、選擇出善法，放棄不善法的能力。